# 제1항공전대
제1항공전대(第一航空戦隊 다이이치 고쿠센타이[*], 영어: First Carrier Division)는 일본 제국 해군의 기동 부대 일익을 담당한 부대이다. 약칭 1항전(一航戦)이라고 부른다.

## 개요
1928년 4월에 시험적으로 아카기(赤城), 호쇼(鳳翔)고 제6구축함대의 화형구축함(樺型駆逐艦) 우메(梅), 쿠스노키(楠)로 편성되어 1929년 4월부터 제1함대에 배속되었다. 당시의 아카기, 가가는 함재기 탑재 수가 적었고, ‘호쇼’를 포함한 3척 가운데 2척이 교대로 편성되었으나, 1931년에는 수상기 모함 ‘노토루’도 추가되었다. ‘아카기’, ‘가가’ 규모의 리모델링이 끝나고 류조가 준공되면서 ‘아카기’, 단함 ‘카가’, 단함 ‘호쇼’, ‘류조’ 3개 팀으로 2개의 항공전대와 예비 잠수함의 교대 편성을 할 수 있게 되었다.
편성 당시보다 구식 구축함을 도입했다. 상륙과 착륙에 실패한 함상 조종사 구출 작업을 당시 ‘잠자리 낚시’로 불렀다. 그러나 태평양에서의 작전 행동은 원거리로, 구식 구축함으로는 수행이 불가능하다고 판단되었고, 진주만 공격에 투입되기 전에 전대에서 제외되었다. 이후는 항속력 뛰어난 신형 구축함으로 다른 계통의 수뢰 전대를 구성하여 기동 부대 전체를 호위하고, 잠자리 낚시를 담당하게 되었다. 제3함대의 제10전대가 좋은 예이다.
제2차 상해사변을 시작으로 중일 전쟁에도 참가했다. 태평양 전쟁이 시작된 당시 제1항공전대는 ‘아카기’, ‘가가’와 제7구축함대의 구축함 3척으로 구성되어 있었다.
태평양 전쟁 시작 시기의 지휘관은 제1항공 함대의 사령관 나구모 주이치 해군 중장이 직접 통솔하여, 진주만 공격, 라바울 공략, 포트 다윈 공습, 실론 해전, 미드웨이 해전 등에 참가했으며, 실론 해전에는 ‘가가’는 투입되지 못했다.
1942년 6월 미드웨이 해전에서 ‘아카기’, ‘가가’가 침몰했기 때문에 해체되었지만, 7월에 ‘쇼카쿠’(翔鶴), ‘즈이카쿠’(瑞鶴), ‘즈이호’(瑞鳳)를 중심으로 한 부대로 재건되었다.
1943년 4월 이고작전과 11월의 로고작전에는 함재기만 참가했지만, 눈에 띄는 전과도 없이 큰 손해만 입은 채 사실상 괴멸되었다. 전력 재건은 진척되지 않았고, 이후 이전 정도의 회복은커녕 정원조차 충족시키지 못하는 상태가 되었다.
1944년 3월에 ‘다이호’가 완성되어 제1항공전대에 들어갔기 때문에 ‘즈이호’는 제3항공전대에 편입되었다. 그러나 1944년 6월 마리아나 해전에서 ‘쇼카쿠’, ‘다이호’가 잠수함의 공격으로 침몰했기 때문에 해체되었다. ‘즈이카쿠’는 제3항공전대에 편입되어 미끼 부대(오자와 부대)의 기함으로 레이테 만 전투에 참가했다.
1944년 8월에 완성된 ‘운류우’(雲龍), ‘아마기’(天城)를 가지고 다시 제1항공전대가 편성되었지만, 탑재 예정인 601 항공대는 마리아나 해전 이후 재편되었고, 또한 모함 자체도 수리 중에 있어서 작전 투입이 가능한 시기는 44년 말로 예정되어 있었다.
하지만 10월에 일어난 포르모사 공중전에서 제601항공대는 장비와 승무원을 선발하여 소모하였고, 모함도 훈련을 마치지 못했기 때문에 레이테 만 전투에 제1항공전대는 불참하거나 대기하였다.
11월 들어 레이테 만 전투 이후 해체된 두 항공전대의 잔존함 ‘준요’와 ‘류호’ 또 새롭게 완성된 ‘카쓰라기’(葛城), ‘시나노’(信濃)가 제1항공전대에 편입되었다. 그러나 ‘시나노’는 완성 직후에 잠수함 공격으로 침몰했고, ‘준요’, ‘류호’, ‘운류우’는 남쪽으로 수송 임무에 투입되었지만 ‘준요’가 잠수함의 공격으로 대파되었고, ‘운류우’도 침몰되어 수송 임무에서 제외되었다. ‘아마기’, ‘카쓰라기’ 두 척으로 재편한 601 항공대와 함께 세토 내해에서 훈련을 계속했다.
1945년 1월에 들어서도 제1항공전대의 훈련은 계속되고 있었지만, 2월 들어 ‘야마토’가 제1항공전대에 편입된 반면, 함정용 연료가 바닥나 ‘류호’, ‘아마기’, ‘카쓰라기’는 임무가 해제되었고, 군항 주변에 계류하면서 탑재되어 있던 제601항공대도 기지 항공대로 개편되면서 항공모함 부대로서의 활동을 종료하였다. 따라서 제1항공전대는 ‘야마토’ 침몰 후 4월 20일에 해체되었다.

## 편제
- 1928년 4월 1일 신규 편성 - 제1함대 소속
  - 아카기, 호쇼(鳳翔)
  - 제6구축함대: 우메(梅), 일본 구축함 쿠스노키(楠)
- 1928년 12월 10일 해체.
- 1929년 4월 1일 개편 - 제1함대 소속
  - 아카기, 호쇼
  - 제4구축함대: 하카제(羽風) , 시마카제(島風), 아키카제(秋風), 나다카제(灘風)
- 1931년 12월 1일 수상기모함 편입 - 제1함대 소속
  - 가가(加賀), 노토루(能登呂)
  - 제2구축함대: 미네카제(峯風), 사와카제(澤風), 야카제(矢風), 오키카제(沖風)
- 1945년 4월 20일 해체.

## 같이 보기
- 제1기동함대
- 제2항공전대
- 제3항공전대
- 제4항공전대
- 제5항공전대